# ويليام ستيوارت (لاعب كريكت)
ويليام ستيوارت (بالإنجليزية: William Stewart)‏ (1844 - ) هو لاعب كريكت أسترالي. لعب مع فريق فكتوريا للكريكت.

## وصلات خارجية
- ويليام ستيوارت على موقع إي آس بي آن كريك إنفو (الإنجليزية)